# Kulmim-As-Samara

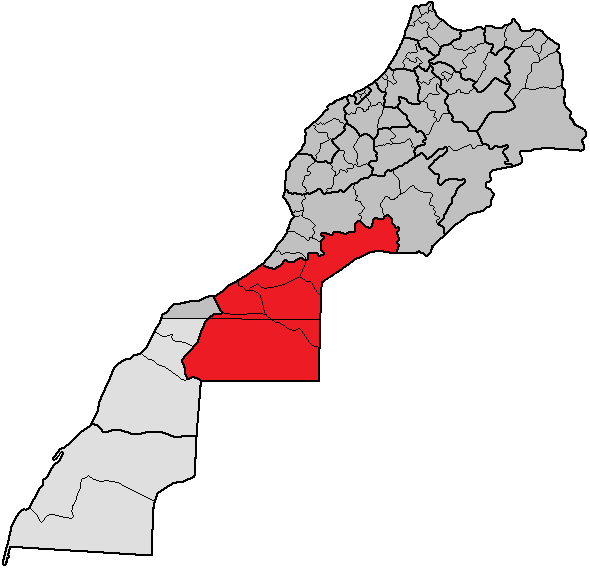
Region na mapie kraju

Kulmim-As-Samara (arab. كلميم السمارة) – region administracyjny w Maroku, istniejący do 2015 roku. W 2004 roku zamieszkiwało go 462 410 mieszkańców, miał on powierzchnię 122 825 km². Gęstość zaludnienia wynosiła 2,006 osoby na km². Stolicą regionu było Kulmim. Południowa część regionu obejmuje część spornego terytorium Sahary Zachodniej. Obecnie został podzielony między regiony Kulmim-Wad Nun (część centralna), Al-Ujun-As-Sakija al-Hamra (część południowo-zachodnia) i Sus-Massa (część północno-wschodnia).
Region składał się z 5 prowincji:
- As-Samara
- Assa-Zak
- Kulmim
- Tantan
- Tata